# Афиф, Али
Али Афиф (араб. علي عفيف‎, род. 20 января 1988, Доха) — катарский футболист, защитник клуба «Умм-Салаль». В прошлом — игрок национальной сборной Катара, в составе которой стал победителем Кубка Азии 2019 года.
Старший брат нападающего катарской сборной Акрама Афифа.

## Клубная карьера
Родился 20 января 1988 года в городе Доха. Воспитанник молодёжных команд футбольных клубов «Аль-Гарафа», «Аль-Мархия» и «Аль-Садд». Во взрослом футболе дебютировал в 2004 году за основную команду последнего клуба, в которой провёл семь сезонов, приняв участие в 101 матче чемпионата. В составе клуба стал обладателем 10 трофеев, в том числе в 2011 году был частью команды, выигравшей Лигу чемпионов АФК.
В 2011 году присоединился к клубу «Аль-Духаиль», за который выступал на протяжении 12 сезонов, выиграл 16 трофеев и провёл в его составе 165 матчей. С 2023 года выступает за команду «Умм-Салаль», в составе команды стал обладателем Кубка звёзд Катара.

## Карьера в сборной
В 2003 году дебютировал в составе сборной Катара до 17 лет, приняв участие в 8 играх и отметившись 3 забитыми голами.
Первая известная игра Афифа в составе национальной сборной Катара состоялась 12 июля 2007 года в рамках группового этапа Кубка Азии 2007 года против Вьетнама (1:1). В этом матче он вышел на замену на 73-й минуте. Кроме того, появился на поле в последнем матче группового этапа против ОАЭ, но в конце концов его команда выбыла из турнира, набрав всего два очка.
После этого Афиф принял участие во множестве товарищеских матчах и в нескольких матчах отбора на чемпионат мира 2010 года. Следующим турниром Али стал Кубок наций Персидского залива 2010 года, где он получил игровое время в одной игре. В начале 2011 года снова дважды вышел на замену в матчах группового этапа Кубка Азии 2011 года, где его команда на этот раз вышла в четвертьфинал. С 2013 по 2016 год Афиф вообще не выходил на поле, а также пропустил Кубок Азии 2015 года.
В 2019 году Афиф снова был вызван на Кубок Азии в ОАЭ, где вышел на замену в концовке игры группового этапа против сборной КНДР, которую его команда к тому времени уже выигрывала со счетом 6:0. Эта игра осталась для Али Афифа единственной на турнире, на котором Катар выиграл все свои матчи с общим счётом 19:1 и впервые в своей истории стала чемпионом Азии. Кроме того, попал в заявку на Кубок Америки 2019 года, в рамках которого на поле не выходил. Последней игрой за сборную, в которой Афиф принял участие, была победа над Афганистаном со счетом 6:0 в рамках отборочного турнира чемпионата мира 2022 года.

## Семья
У него шесть братьев и сестер. Его мать родом из Йемена, а отец Хассан из Сомали, но родился в Танзании. Последний также был футболистом и несколько раз выступал за сборную Сомали в 1970-х годах, а также играл и работал главным тренером в катарских клубах.
Его младший брат Акрам также стал футболистом и вместе с Али нередко играл за сборную Катара.

## Достижения
«Аль-Садд»
- Чемпион Катара (3): 2003/2004, 2005/2006, 2006/2007
- Обладатель Кубка эмира Катара (2): 2005, 2007
- Обладатель Кубка наследного принца Катара (3): 2006, 2007, 2008
- Обладатель Кубка шейха Яссима: 2006
- Победитель Лиги чемпионов АФК: 2011

«Аль-Духаиль»
- Чемпион Катара (6): 2011/2012, 2013/2014, 2014/2015, 2016/2017, 2017/2018, 2019/2020
- Обладатель Кубка эмира Катара (4): 2016, 2018, 2019, 2022
- Обладатель Кубка наследного принца Катара (3): 2013, 2015, 2018
- Обладатель Кубка шейха Яссима (2): 2015, 2016
- Обладатель Кубка звёзд Катара[англ.]: 2010

«Умм-Салаль»
- Обладатель Кубка звёзд Катара[англ.]: 2023/2024

Сборная Катара
- Обладатель Кубка Азии: 2019